# Brevipalpus melichrus
Brevipalpus melichrus är en spindeldjursart som beskrevs av Pritchard och Baker 1952. Brevipalpus melichrus ingår i släktet Brevipalpus och familjen Tenuipalpidae. Inga underarter finns listade.